# Sussex County, Virginia
Sussex County är ett administrativt område i delstaten Virginia, USA, med 12 087 invånare. Den administrativa huvudorten (county seat) är Sussex.

## Geografi
Enligt United States Census Bureau har countyt en total area på 1 276 km². 1 271 km² av den arean är land och 5 km² är vatten.

### Angränsande countyn
- Dinwiddie County - nordväst
- Prince George County - norr
- Surry County - nordost
- Southampton County - sydost
- Greensville County - sydväst